# ヴィンセント・ヴァレンタイン
ヴィンセント・ヴァレンタイン（Vincent Valentine）は、スクウェア・エニックス（旧スクウェア）のコンピュータゲーム「ファイナルファンタジーシリーズ」などに登場する架空の人物で、『ダージュ オブ ケルベロス ファイナルファンタジーVII』の主人公。

## 人物像
赤色の瞳をしており、長い黒髪をした長身の男性。一人称は「私」（小説『On the Way to a Smile』では「おれ」）。物静かな性格で何事にも関心がないように見えるが、決して冷徹な人間ではなく、内には熱い感情を秘め、また数十年の時を経ても一途にルクレツィア・クレシェントを想い続けている。彼女や宝条との間に起こったある事件がきっかけで罪の意識を背負っている。
黒の服と赤いマントを羽織り、銃を武器にする。愛銃はケルベロスと呼ばれる3本の銃身を持つ銃で、『ファイナルファンタジーVII アドベントチルドレン』（以下『FFVII AC』）から登場している。『FFVII』の初期武器（パーティ初参加時に手にしている武器）は一般的なハンドガンである。『ダージュ オブ ケルベロス ファイナルファンタジーVII』（以下『DC FFVII』）ではタークス時代（後述）から手にしている（しかし、『DC FFVII』のチュートリアルでは神羅製ハンドガンと記述されている上、ケルベロスと違い、二つの銃口が塞がれている）。
『ファイナルファンタジーVII』（以下『FFVII』）での外見年齢は27歳だが、後述の人体実験を受けた結果、身体の老化が止まっているらしく、実年齢は50代半ばとなる。なお、この人体実験によってヴィンセントは様々な怪物に変身できる身体になってしまい、そのために人間時でも驚異的な回復力と身体能力を持つ（後述）。
『DC FFVII』で父親の素性が明らかにされたが、明確な家族構成は明らかになっていない。ヴィンセントの父グリモア・ヴァレンタインは神羅カンパニーの資金援助によって研究を進めるフリーランスの学者で、ジェノバ・プロジェクトが発足する以前の神羅屋敷でルクレツィアと共にオメガとカオスについて研究していた（後述）。しかし、カオスの泉から持ち帰ったカオス因子の暴走により、グリモアはルクレツィアを庇い死亡する。この事件は後のヴィンセントとルクレツィアの運命を左右する大きな要因となる。

## プロフィール
- 年齢：50歳以上（外見年齢は27歳くらい）
- 誕生日：10月13日
- 血液型：A型
- 身長：184cm
- 出身地：不明

## 担当声優
- 中田和宏（PlayStation版『エアガイツ』）
- 鈴木省吾（『FFVII AC』以降）
- スティーヴン・ブルーム（海外版『FFVII AC』以降）

## 活躍
作品の並びは作品の発売日順ではなく、FFVIIシリーズ世界の時系列に即した。『FFVII』のヴィンセントはプレイヤーの進行次第ではパーティに参加しないが、ここでは参加させたと仮定して記している。また、『FFVII AC』と『DC FFVII』では、『FFVII』でヴィンセントがパーティへ参加したということを前提にしなければ物語の整合性がとれない。

### 神羅カンパニー在籍時代
ファイナルファンタジーVIIの約25~30年前、ヴィンセントは神羅電気電力「総務部調査課」（通称「タークス」）の一員だった。彼はニブルヘイムへジェノバ・プロジェクトを監督するために派遣された時に、ルクレツィア・クレセントという科学者と恋に落ちた。彼が亡くなった父グリモア・バレンタインとのつながりを発見したとき、ルクレツィアはヴィンセントから身を引き宝条との関係を始めたが、ヴィンセントはそれを知らなかった。ルクレツィアは彼から距離を置き、宝条と結婚することを決める。
しばらくして、ヴィンセントはジェノバ・プロジェクトにルクレツィアの子供を使う事を知り、宝条に抗議するが、宝条もルクレツィアもヴィンセントの言葉を聞き入れず、ヴィンセントはただ実験が進められていくのを見ているしかなかった。
数年後、ルクレツィアはセフィロスを出産し、しばらくしてジェノバ細胞の影響により身体に異常をきたす。彼女を人体実験の対象にしたことについて宝条を責めるが、逆上した宝条に撃たれ、人体実験を施される。
実験は失敗しヴィンセントは瀕死となったが、ルクレツィアは彼を延命させるためにヴィンセントの身にエンシェントマテリアとカオスを宿した（後述）。その後、ジェノバ細胞の影響と心労で自身の精神が限界であると悟ったルクレツィアは、後の世の誰かがヴィンセントを救ってくれると信じて、自身の人格、記憶、思考、願いを断片化し、ネット上に流して行方をくらました。真実を知らないヴィンセントは、その体を「ガスト博士や宝条、ルクレツィアを止められなかった罰」として受け止め、神羅屋敷の地下室の棺の中で眠りにつく。

### 『クライシス コア ファイナルファンタジーVII』
『クライシスコア ファイナルファンタジーVII』時
セフィロスを追って神羅屋敷を探索するザックスが、地下洞窟にてカンオケの中で眠っている「誰か」を発見する。起こされずにそのままカンオケのフタを閉められるため、顔出しは無く、セリフは「ZZZZZ……」のみ。
「ヴィンセント」との表記は無く、本作中を通して彼の存在をほのめかすような表現はされていない。
この通りザックスに発見されはしたものの、起床して彼と直接対面していないのでヴィンセント自身もこのことを知らない。
また、本作においてもサブイベント扱いのため、発見されずに終わる事もある。

### 『ビフォア クライシス ファイナルファンタジーVII』
『ビフォアクライシス ファイナルファンタジーVII』時
棺の中で眠っていたヴィンセントはタークスメンバーを引き連れたヴェルドと再会する。地下に攻めてきたレイブンを撃退した後、ヴェルド達が探しているジルコニアエイドの召喚マテリアの在り処を彼らに教えたヴィンセントは再び眠りにつく。

### 『ファイナルファンタジーVII』
『ファイナルファンタジーVII』時
クラウド一行が神羅屋敷を訪れた際に眠っているところを起こされる。彼の眠りは、前述に示した自らの贖罪意識から来るものであるため、意思を曲げようとしないヴィンセントは再び眠りにつくも、再びヴィンセントを起こしたクラウドらの発するセフィロスや宝条という人物名に興味を示し、彼らと共に宝条を追うことを選ぶ。クラウドらにヴィンセントを起こすよう仕向けたのは宝条である。なお、5年前にセフィロスが暴走してニブルヘイムを焼き払った際も眠っており、事件のことは知らなかった。
ミッドガルで宝条と再会し、彼を戦闘メンバーに加えていると、ルクレツィアとセフィロスを実験材料としか見ていない発言に対して「眠るべきだったのは貴様だ」と怒りを示し、宝条と対峙する。この時にセフィロスが宝条の息子であることがクラウド達の前で明らかになる。なお、宝条自体は完全に息絶えたかのように思えたが実際は生き延びており、最後の力を振り絞り、シスター・レイのシステムから自分の思考データ（断片）をネットワークに流す。その後、ヴィンセントはクラウド達と共に北の大空洞でセフィロスを倒し、「星」を救った英雄となる。
エンディングではヴィンセントとユフィが登場しないため、これを見ただけではセフィロスを倒した後に2人が何をしていたかが分からないが、『DC FFVII』では、『FFVII』のエンディングの時期にクラウドたちとは別行動を取りミッドガルの救助作業に参加していることや、その際に前述の状態にあった宝条をヴィンセントが目撃していたことが明らかになる。前述の通り『FFVII』ではヴィンセントをパーティに参加させている場合、彼は北の大空洞に赴くことになるため、そうした場合は最終ボスとの戦いが終了する直後まではパーティにいることになる（最終ボスとの戦いにも参加できる）。
なお、シナリオの途中で、滝の裏にある祠を訪れるとルクレツィアと再会できる。ヴィンセントは彼女にセフィロスのことを尋ねられるが、彼女に配慮し、「セフィロスは死んだ」と告げる（訪れるのはプレイヤーの任意による）。

### 『ファイナルファンタジーVII アドベントチルドレン』
『ファイナルファンタジーVII アドベントチルドレン』時
『FFVII』から2年が経過し、ヴィンセントは独自に情報収集をしながら世界を旅していた。その過程で忘らるる都を何度も訪れており、カダージュ達の目的や星痕の正体にもいち早く気付いた。
彼らに捕らえられていたツォンとイリーナを助け出した後、カダージュ達に苦戦しているクラウドを偶然発見して彼を救い出し、そのまま退避してクラウドに前述の情報を教える。クラウドが抱いてきた疑問に対するヴィンセントの返答は、彼を再起させる重要な起点となる。
クラウドからマリンと共にエッジに帰ることを告げられ、別れ際に携帯電話で連絡すると言われたが、この時のヴィンセントは携帯電話を所持していなかった。その後、バハムート震との戦いの際「電話屋はどこだ」という台詞と共に登場する。一連のやり取りの先にはマリンから携帯電話を持っていないことを「信じられない」と呆れられる場面がある。
その後、ヴィンセントは飛空艇シエラ号の中でクラウドとカダージュの戦いに手を出さないよう仲間に告げ、その戦いが終結した後、教会で意識を取り戻したクラウドと、仲間と共に再会する。
後日談でのクラウドとのやり取りから、携帯電話を購入したことが明らかになる。『DCFFVII』で彼の携帯はケルベロスレリーフなどのアクセサリーを付けたクラウドたちの物より派手なデザインになっていることが判明する。

### 『ダージュ オブ ケルベロス ファイナルファンタジーVII』
『ダージュオブケルベロス ファイナルファンタジーVII』時

#### 第1章
『FFVII』より3年後、ヴィンセントはリーブに呼ばれ、カームを訪れていた。人々が復興祭で賑わう中、ヴィンセントはカームの宿の中で過去の因縁とルクレツィアに対して思いを馳せていた。その時、突如として上空から謎の集団がカームに襲撃してきた。ヴィンセントは襲われた人々を救いながらリーブとの待ち合わせ場所に向かい、その場所で待ち受けていたのは「ツヴィエート」の「無式のシェルク」と「蒼きアスール」だった。二人に「エンシェントマテリア」の在り処を尋ねられるが、この時のヴィンセントはまだ自分自身の真実（前述）を知らないため、要求に応じなかった。襲い掛かる二人を一旦退けた後、「WRO」の部隊を引き連れたリーブと再会し、しばし会話を交わした後でWROの協力を頼まれる。最初は断るヴィンセントだったが、「インスパイア」の能力によるリーブ（ケット・シー）の周到さに一本とられて、不服ながらも了承する。WROと共に謎の集団を撃退したヴィンセントは今度はクラウド達が住む街「エッジ」も襲われている事を聞かされ、協力する事になる。

#### 第2章
エッジに向かう途中の「シャドウフォックス」の中で、ヴィンセントはリーブにカームを襲撃した「ディープグラウンド（DG）ソルジャー」について尋ね、リーブはDGソルジャーとツヴィエートについて語った他、ここ最近起こる「ジュノン集団失踪事件」などの不穏な出来事も奴等に関係がある事を説明した。その時、モニターから謎のソルジャーが映し出された。これから起こるであろう「世界の刈り取り」を語った男は不気味な高笑いを残し、画面から姿を消す。その瞬間、多数のガードハウンドがシャドウフォックスに襲い掛かる。ヴィンセントの応戦で何とか振り切ったものの、シャドウフォックスが故障したため、ヴィンセントはリーブと別れてエッジへ向かう事になる。道中でクリムゾンハウンドやDGソルジャーに襲撃されるが撃退し、エッジへと進む。

#### 第3章
エッジについたヴィンセントはWROの科学者シャルア・ルーイと出会う。最初は警戒する二人だったが、互いの素性を確認して警戒を解く。ヴィンセントはシャルアから今のエッジの状況を聞き、探し物があると言って去ろうとする彼女に何を探しているのかを尋ね、彼女は「私の命」と答えてその場を去った。エッジを探るヴィンセントは瀕死状態の隊員から町外れの倉庫に人が集められている事を聞き、DGに襲われた少年から倉庫の場所を教えられた後、少年から両親の仇打ちを託される。倉庫に待ち受けていたDGを撃退した後、倉庫の外にいたツヴィエートの一人「朱のロッソ」に遭遇する。「オメガ」という名を聞き、エンシェントマテリアを要求された後、ロッソに攻撃されてしまう。その瞬間、ヴィンセントの中のカオスが暴走し、その強大な力によりロッソは退いたが、体力を消耗したヴィンセントはその場で意識を失い、駆けつけたシャルアによってWRO本部に運ばれる。

#### 第4章
ヴィンセントはWRO研究室で治療を受けている中、祠の中央でルクレツィアがヴィンセントに何かを伝えようとしている夢と、まだ自分の知らない真実の夢を見ていた。気がついた時、そばにいたシャルアからこれまでの事情を聞き、その原因であるカオスがルクレツィアの研究である事実を知る。ヴィンセントはリーブとシャルアにエッジでのロッソとの出来事を話し、それを聞いてシャルアは以前神羅の資料室で読み上げた断片の内容を語り、全てはルクレツィアに繋がると推測する。その直後にDGが襲撃し、ヴィンセントはすぐにWROの援護に向かい、DGを撃退した先のフロアでシャルアがシェルクの気配に気づき、彼女がシャルアの探していた妹である事が発覚する。シャルアは説得するがシェルクは冷たく突き放し、攻撃を仕掛けられるも駆けつけたリーブの機転によりシェルクを眠らせ、保護する事に成功する。その直後にアスールが襲い掛かり、ヴィンセントとリーブは場所を変えてアスールと交戦し、アスールは意味深な言葉を残してその場に倒れる。その後、ヴィンセントは真実を突き止めるためにニブルヘイムに向かった。

#### 『ダージュ オブ ケルベロス ロスト エピソード ファイナルファンタジーVII』
『ダージュ オブ ケルベロス ロスト エピソード ファイナルファンタジーVII』時

#### 第5章
神羅屋敷についたヴィンセントは、ルクレツィアと出会った時の事を思い出し、調査を進める中で彼女の幻と出会う。ルクレツィアはオメガについてある程度語り、「オメガレポート」を託した後、ヴィンセントに謝罪の言葉を残してその場から消えた。オメガレポートを手に入れたヴィンセントは、謎の地下研究室に辿り着き、フラッシュバックを起こす。直後にロッソが現れ、DGの首領「純白の帝王ヴァイス」がオメガを欲している事と彼女自身の残虐な夢を知る。ヴィンセントが銃口を向けた途端に、ロッソは姿を消し、研究室を出た先で襲ってきた「ブラックウィドー」を破壊するが、その直後にロッソに不意をつかれて、ヴィンセントは体内にあったエンシェントマテリアを奪われ、カオスが暴走し始める。止めを刺されかけるも、偶然ニブルヘイムを調査していたユフィに救われて難を逃れる。

#### 第6章
シャドウフォックスがWRO本部に向かう中、ヴィンセントは夢の中でクリスタルの中に眠るルクレツィアの前で過去の出来事を思い返す。ヴィンセントは、彼女の謝罪の意味が理解できず、ただ彼女の前で己の罪を静かに咎めるだけだった。意識を取り戻したヴィンセントは同乗していたユフィと再会する。彼女の緊張感の無い仕草を軽く無視したヴィンセントは、彼女がここにいる理由と神羅屋敷での出来事を聞き、いつに無く素直に感謝した。その後、リーブに連絡を取ってオメガレポートを本部に送り、そのまま本部に向かう事となるが、その道中でDGの奇襲に遭い、シャドウフォックスが転倒し、気絶したユフィとシャドウフォックスをその場に残してヴィンセントは単身で本部に向かう。そこで目にしたのは無残にも崩壊したWRO本部とモンスターの姿に変貌したアスールだった。その場に居合わせたシャルアと共に応戦するが圧倒的な力の差で倒されてしまう。ヴィンセント達は用済みとされたシェルクを連れて非常口から退避しようとするが、その直後に扉が閉鎖し始め、シャルアが義手でそれを一時的に食い止める。ヴィンセントも手助けするが歯が立たず、シャルアからシェルクを託された後、扉が閉鎖してしまう。悔恨に駆られるヴィンセントは呆然と立ち尽くすシェルクを連れて、その場から退避した。奇襲が止み、破壊された本部で塞ぎ込むリーブを諭した後、研究室に向かい、昏睡状態のシャルアと憔悴したユフィを目にする。後から来たシェルクの心無い発言に激昂するユフィをヴィンセントが制止した後、ユフィは立ち去り、ヴィンセントはシェルクに以前エッジで聞いたシャルアの探していた「命」こそがシェルクだと語る。理解できないシェルクからその事を問われるヴィンセントは、「本当に大切なものを守るのが人だ」と答えた。ふらつくシェルクを受け止めた時、シェルクの中のルクレツィアの断片が反応し、二人の脳裏にルクレツィアとの過去が過った。その後に立ち直ったリーブが来て、送られたオメガレポートが不完全であり、ルクレツィアのデータと組合さなければ解析できないと知らせた。シェルクが自分の中にあるルクレツィアの断片の事を話した後、そのレポートの解析を自ら申し出る。その時、本部の放送でユフィに呼び出され、ヴィンセントとリーブは本部の外でシドの率いた飛空艇師団を目にする。景気良くDG打倒を宣言するシドと共に、ヴィンセント達は決意を新たにミッドガルに向かった。

#### 第7章
飛空艇シエラ号に搭乗したヴィンセントはシドと再会した後、艇内を回りながら乗員達のそれぞれの思惑を知る。そしてシドがクラウド達を中心とした地上部隊の事を話した後、シェルクの「センシティブ・ネット・ダイブ（SND）」による解説によって、オメガの正体と一連の誘拐事件の真相を知る。それを聞いた一同は怒りを露にし、改めてDG打倒の決意を固める。仲間達と会話を交わした後、突然ヴィンセントの中のカオスが暴走し始めたが、ルクレツィアの呼び掛けによってなんとか正気を取り戻す。ヴィンセントの身体はエンシェントマテリアを失った事でカオスの制御を失い、不安定な状態になっていた。決戦の準備をする中、シェルクからカームで紛失した携帯を返却され、DG侵攻のサポートの申し出を受けた。ヴィンセントは了承し、仲間と共にミッドガル侵攻を開始する。

#### 第8章
クラウド達がDGを迎え撃つ中、ヴィンセント達もシエラ号から降下し、DGを撃退していく。だが突然の不意打ちによって目標地点より少しずれた場所に不時着してしまった。シェルクの助言で同じ場所に不時着したWROの隊員達と共に中央塔に向かい、その途中でWRO隊長と合流する。中央塔への道のりを聞いたヴィンセントは疲労しきった隊員達の身を案じて単身で中央塔に向かい、ロッソと再び対決する。ヴィンセントは勝利し、ロッソは自身の敗北を認めないがために自らの命を絶つ。

#### 第9章
神羅ビルに着いたヴィンセントはシェルクから地上部隊の戦況とDGへの道を聞いた。その中でまたもヴィンセントの中のカオスが暴れそうになるが、シェルクの呼び掛けによって辛うじて意識を取り戻す。そしてシェルクの中のルクレツィアの断片が反応し、ヴィンセントの前に彼女の幻が現れた。彼女はカオスの正体を語り、ヴィンセントに何かを伝えようとした途端に姿を消した。DGに向かう中、シェルクに連絡を取るが繋がらず、直後にクラウド達から通信が入った。クラウドは先程からシエラ号との通信が途絶え、シドと連絡が取れなくなったと伝えた。戦いの中で通信を取るクラウド達の身を案じるが、いつもと変わらぬ様子で話す彼らの声を聞いて安堵し、クラウドの言葉を最後に携帯を切り、DGへと向かうエレベーターでアスールと対決する。カオスの暴走に苦しむ中、真の力を発揮したアスールと互角に戦うヴィンセント。一度は倒したかのように見えたが、なおも戦う事を望むアスールは瞬時に復活し、ヴィンセントはアスールになぎ倒されて意識を失ってしまう。その直後にヴィンセントの中のカオスが完全に覚醒してしまい、圧倒的な力の差でアスールを撃退するがカオスの暴走は収まらず、薄れ行く意識の中でヴィンセントは過去の夢を見た。その中で、カオス以外の怪物は宝条の人体実験によって宿ったものに対し、カオスはルクレツィアが彼を死なせまいとして宿らせたものだと知ることになる。意識を取り戻したヴィンセントはシェルクの携帯を発見し、エレベーターはDGへの扉に着き、ヴィンセントはDGへと足を踏み入れる。

#### 第10章
DG内を調べていたヴィンセントは、突如謎の闇に飲み込まれてしまう。だが同じ闇の中に飲まれていたシェルクの呼び掛けによりカオスの力で闇から脱出する事が出来た。道中で「漆黒の闇 ネロ」と対面し、ヴィンセントはシェルクの行方を問い質す。彼女がネロの闇に飲まれた事実を知ったヴィンセントはネロと戦い、再度闇に飲まれてしまう。だがカオスを宿したヴィンセントにはその闇が効くはずも無く、その中でシェルクを見つけ出して闇から脱出した。再びネロと対峙しかけたその時、ユフィが緊張感を崩すような登場で割って入ってきた。そんな彼女を無視した状態でネロは退散し、ヴィンセントは倒れたシェルクに駆け寄った。場の空気を読めないユフィは二人に呼びかけるもその場から派手に転げ落ち、その姿にヴィンセントは呆れるのだった。

#### 第11章
衰弱したシェルクを魔晄カプセルに入れたヴィンセントとユフィは、それぞれの役目のために別行路を渡って零番魔晄炉へと向かう事にした。一足先にユフィが炉へ向かった中、シェルクはヴィンセントとルクレツィアの過去の夢を見た後、ヴィンセントに戦う理由を問う。ヴィンセント自身、戦う理由も、自分の成すべき事も理解してはいるが、正直なところは彼自身にも解らなかった。ヴィンセントや他の仲間達と関わり、今まで忘れていた感情を取り戻していたシェルクはこの星から生命が消滅してしまうのは悲しい事だと言う。迫り来るDGソルジャーを撃退していき、零番魔晄炉に着いたヴィンセントはユフィと合流する。炉の最奥に着いた二人が目にしたのは、中央で仮死状態のまま微塵も動かないヴァイスの姿だった。そこへネロが現れてもうすぐヴァイスがオメガによって目覚めると語る。その時、オメガ復活を告げるように魔晄炉全体が鼓動し始め、復活を阻止せんとヴァイスを狙う二人だが、ネロによって阻まれ、闇の中へと飲まれていった。取り込まれそうになったユフィを連れて闇から脱出したヴィンセントはネロと対峙し、ついに倒す事が出来た。負傷したネロを追い、再び最奥へと向かったヴィンセントが目の当たりにしたのは、駆け寄るネロを無情にも貫き、不気味な高笑いを放つヴァイスの姿だった。すぐさま攻撃するヴィンセントだがヴァイスには全く効かず、自信に満ちた声でヴァイスから「腐れ縁」と言う言葉が発せられた。違和感を覚えるヴィンセントは「断片」（前述）によるネット上での「リユニオン」とヴァイスが知るはずも無い「セフィロス」についての経緯、そしてそれを語る口調からヴァイス……ヴァイスを通して語る者の正体が宝条だと知る。ネットワークの復旧と共に再結集した宝条の意識はヴァイスに宿り、DGを利用しオメガを復活させて宇宙へと飛び立とうとしていたのだ。それまでの経緯を冷酷に語る宝条に怒りを再燃させたヴィンセントは戦いを挑むが、オメガと同化を果たしたヴァイス（宝条）の相手ではなかった。カオスの力を暴走させるも全く歯が立たず、そこへシェルクに宿るルクレツィアの意思が現れカオスをコントロールするよう呼び掛ける。正気を取り戻したヴィンセントはヴァイスの中のエンシェントマテリアを使って人の身のままカオスの力を引き出す事に成功し、ヴァイスに宿った宝条と再び対峙し、彼を倒す。倒されたヴァイスの身体から思念体となったネロが現れ、意識を取り戻したヴァイス本人と同化し、宝条の意識諸共ライフストリームの中へと消滅した。

#### 第12章（最終章）
完全に倒したかと思えたが、その瞬間にオメガが復活を始め、その際に暴走したライフストリームに巻き込まれてしまい、オメガが復活すると同時にカオスも完全に覚醒してしまった。一時は暴走状態に陥ったヴィンセントだが、シェルク（ルクレツィア）がSNDによってオメガから取り戻したエンシェントマテリアによってカオスの制御に成功する。その際にヴィンセントは意識の中でルクレツィアと再会し、彼女が自分に対してずっと抱いてきた苦悩と本当の思いを知った。ルクレツィアの名を叫び、意識を取り戻したヴィンセントはDGに取り残されたシェルクを救い出し、世界を救うために仲間たちに見送られてオメガヴァイスとの最後の戦いに挑む。
ヴィンセントはオメガの体内でヴァイスと対面し、激戦の末についにヴァイスを倒した。だがオメガは既に宇宙へ飛び立とうとしていた。ヴィンセントは捨て身の攻撃でオメガの行動を阻止し、大爆発と共にオメガを消滅させる事に成功した。ライフストリームが雫となって星に還るもそこにヴィンセントの姿はなく、その後一週間もの間行方不明となっていたが、ヴィンセントはルクレツィアの下を訪れていた。ヴィンセントはルクレツィアに感謝の言葉を残し、シェルクと共にその場を後にする。二人はオメガが浮かぶ空を見上げて仲間の下へ戻っていった。

## 「カオス」・「オメガ」・「エンシェントマテリア」
「オメガ」は星が終焉を迎える時に現れるハイウェポンで、全ての生命を1つに集め、宇宙へと飛び立ち、生命を終わりから始まりへと導く生命の箱舟とも呼べる存在であり、「カオス」はそのオメガの対となる存在で、オメガが現れる時に全ての生命を刈り取る存在でもある。ヴィンセントの究極リミットであるカオスはこれと同一の存在である。オメガとカオスはジェノバ戦役の際に現れた「ウェポン」と同種とされているが、特性上この二つは他のウェポンたちとは一線を画した存在と言える。
「エンシェントマテリア」は星が生命を終焉へと導くカオスの出現を抑えるために長い年月をかけて生成した特殊なマテリアであり、オメガとカオスを制御・抑制する力を秘めている。
本来ならばこの二つのウェポンは星が終焉の時を迎えるまで目覚める事は無く、そのため今作に登場するカオスはルクレツィアが瀕死のヴィンセントを救うためにエンシェントマテリアと共に彼の身体に宿した結果現れた物であり（後述）、またオメガもDGがジェノバ因子に汚染されていない人間から純度の高いライフストリームを作り出し、星の終焉を擬似的に再現して復活させた物である。このようにどちらも人工的に召喚された存在であるため、本来のオメガとカオスとは多少なりとも異なる存在とされている（関連書籍参照）。
かつてルクレツィアとヴィンセントの父グリモアは、ジェノバ・プロジェクトが行われる以前の神羅屋敷でこの二つのウェポンの研究をしていた。グリモアの死後もルクレツィアは密かにオメガとカオスの研究を続け、ジェノバ細胞の侵食と過去の悔恨に苦しみながらも、実験体となったヴィンセントを救うためにヴィンセントの体内にカオスを宿した。そのおかげでヴィンセントは一命を取り留めたが、それと同時にカオスの能力まで持たされてしまった。この当時のルクレツィアはまだカオスの特性を完全には把握しておらず、ヴィンセントの変貌は彼女にとっても予想外だった。またカオスの変貌があったとはいえ、ヴィンセントの延命に成功したのは先の改造によりカオスを受け入れる土台が出来ていたという皮肉な因果が重なったためである。この出来事がルクレツィアを精神的に追い詰める最大の要因となり、心身ともに限界に近づいた彼女はエンシェントマテリアをヴィンセントに宿した後、自らの断片をネットワークに流して失踪した。
その後のヴィンセントは、前述したように事実を知らぬまま自責の念に駆られてクラウドたちと出会うまで神羅屋敷の地下で眠りに就いていたため、当初はカオスも他の怪物（下記参照）と同様、最初の人体実験によって生み出された能力だと思い込んでいた。ヴィンセントがこの事実を知るのは3年後の『DCFFVII』の時期となる。カオスを含める魔獣因子（リミット技）の制御は『FFVII』本編を見る限りではイマイチ制御し切れていない節が見られるが、戦闘後に元の姿に戻っている。『DCFFVII』では、ガリアンビーストに変身しても（カオスは例外）自分の意思で人間に戻ることができるようになっている。

## 『エアガイツ』でのヴィンセント
対戦型格闘ゲームである『エアガイツ』では、PlayStation版でセフィロスやユフィと共に追加キャラクターとして登場する。本作で、初めて声優が当てられた。基本的に素手で戦い、銃での攻撃は必殺技になっている。2Pカラーはタークス時代の姿となっている。変身はしない。なお、技の一つに「ルクレツィアリグレット」というものがある。

## 類似するキャラクター
『FF：U 〜ファイナルファンタジー:アンリミテッド〜』にて、主人公「風」というヴィンセントに似た風貌のキャラクターが登場する。
『キングダム ハーツ』ではクラウドがヴィンセントのマントとガントレットを身に付けたような格好をしている。

## 攻撃の技能

### 射撃
ヴィンセントの通常攻撃は、銃器による射撃である。銃器の使用技術は幅広く、実在する銃や、架空の銃を扱う。『FFVII』では、実在するものとしては、リボルバー式拳銃であるピースメーカーやアウトサイダー、ライフルであるウィンチェスターや、散弾銃であるスパスなどの、一般的に両手で扱うような銃器を片手で扱う。架空のものとしては、ライフルであるデスペナルティなどを使用する。
『FFVII AC』と『DC FFVII』では、3つの銃口を持つ架空のリボルバー式拳銃である、ケルベロスを愛銃とし、『DC FFVII』では、ケルベロスに加え、ファイナルファンタジーシリーズにおいて最強とされる武器であるアルテマウェポン、ライフルであるヒドラや、バヨネットライフル（格闘攻撃の能力があがる銃で、バヨネットとしての使い方はしない）、マシンガンであるグリフォンなどを両手で扱う。これらは全て架空のものである。バヨネットライフルも、ライフルにバヨネットを装着すればどれもバヨネットライフルと呼び得るものであるが、銃口が3つある点で、架空のものである。バレル（銃身）は様々な長さのものをカスタマイズして使う。また、機銃操作も行える。『DC FFVII』でもデスペナルティは登場するが、『FFVII』とはデザインが異なり、オートマチック式拳銃のような型をした、何らかのエネルギーを放射するものになっている。なお、エネルギー放射するといっても、弾丸などを込める必要がないわけではなく、使用するには「デスペナルティの弾」を込める必要がある。この銃は、ヴィンセントがカオスに変身する時に手にしているものであり、デスペナルティの種類をライフルなどに即して分類すると、「デスペナルティ」という架空の種類に分類される。

### 格闘技
『エアガイツ』『DC FFVII』で使用する。

### 変身（リミット技）
『FFVII』ではリミット技が使える。リミット技は戦闘中に相手のダメージを受けるとゲージが溜まり、上限まで溜まると使用することができる大技である。ヴィンセントの場合は、人体実験によって宿った怪物に変身し、プレイヤーの操作を受け付けず、ひたすら攻撃することになる。変身は、戦闘不能にならない限り、戦闘が終わるまで解けない。『DC FFVII』ではMPを消費してガリアンビーストにのみ変身できる。変身中はMPが減り続け、MPが無くなると変身も解ける。また、前述に記した通りカオスは物語の重要な鍵として登場する。
前述の通り、『エアガイツ』では変身しないが、技の名前として残っている。

#### リミット技の一覧
ガリアンビースト
ファイナルファンタジーシリーズに登場するタイプのベヒーモスに似た2本足の怪物に変身する。
バーサクダンス
敵に飛び掛りし、連撃を加える。
ビーストフレア
敵に向かって光の弾を飛ばし、爆発させる。属性は火。

デスギガス
フランケンシュタインに似た怪物に変身する。
ギガダンク
跳び上がり、敵に右拳を振り下ろす。
ライブスパーク
両手で胸を叩き、腹部から敵に向かって電撃を放つ。属性は雷。

ヘルマスカー
ジェイソンに似た怪物に変身する。
スプラッタコンボ
抱えたチェーンソーで敵を切り刻む。
ナイトメア
足元から霧を発生させ、敵に様々なステータス異常を起こさせる。
カオス
翼を生やした悪魔のような怪物に変身する。
カオスセイバー
2枚の翼を高速で交差させて真空波を起こし、敵を切り刻む。
サタンインパクト
敵の足元に髑髏を出現させ、髑髏の口から出るガスで敵を攻撃する。『エアガイツ』では「ネオサタンインパクト」という名称で登場した（ただし、変身はしない）。

## 登場作品
- ファイナルファンタジーVII
- ファイナルファンタジーVII リバース
- ファイナルファンタジーVII アドベントチルドレン
- ビフォア クライシス ファイナルファンタジーVII
- ダージュ オブ ケルベロス ファイナルファンタジーVII
- ダージュ オブ ケルベロス ロスト エピソード ファイナルファンタジーVII
- ディシディア ファイナルファンタジー オペラオムニア
- エアガイツ